# キャラクタージェネレーター
キャラクタージェネレーターは、キャラクターを生成するためのプログラム。キャラクターエディタやキャラクターメーカー、キャラクタークリエイター、アバタージェネレーターなどとも言う。
従来3Dモデリングによるキャラクター作成は難しいものであったが、キャラクタージェネレーターの進歩により、誰もが自分の3Dアバターを作れる方向に向かっている。

## 歴史
キャラクター生成は、衣服やアクセサリーを替えられる着せ替え人形や、似た顔写真のパーツを合成して犯罪捜査に使うモンタージュ写真などで、アナログ時代より行われていた。その後、テーブルトークRPGが登場し、サイコロ等によるキャラクターのランダム生成が行われるようになった。
デジタル時代になると仮想世界が誕生し、キャラクタージェネレーターによる3Dアバター作成が普及した。

## キャラクタージェネレーターを備える主な製作ツール

### 2D
RPGツクールシリーズ (エンターブレイン)
RPGツクールVX Ace (2011年) 以降にキャラクタージェネレータが搭載されている。
Adobe Character Animator (アドビ)
22.1以降にキャラクタージェネレータのPuppet Makerが搭載されている。

### 3D

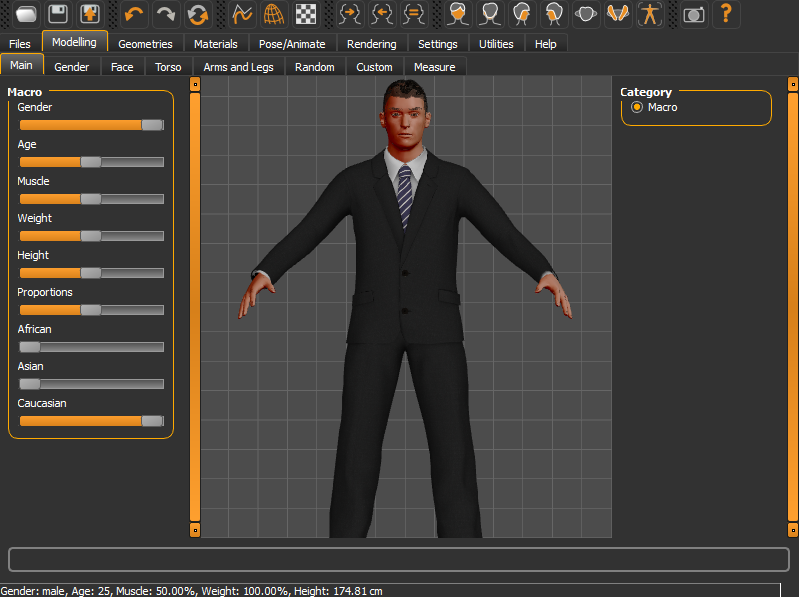
MakeHumanの画面

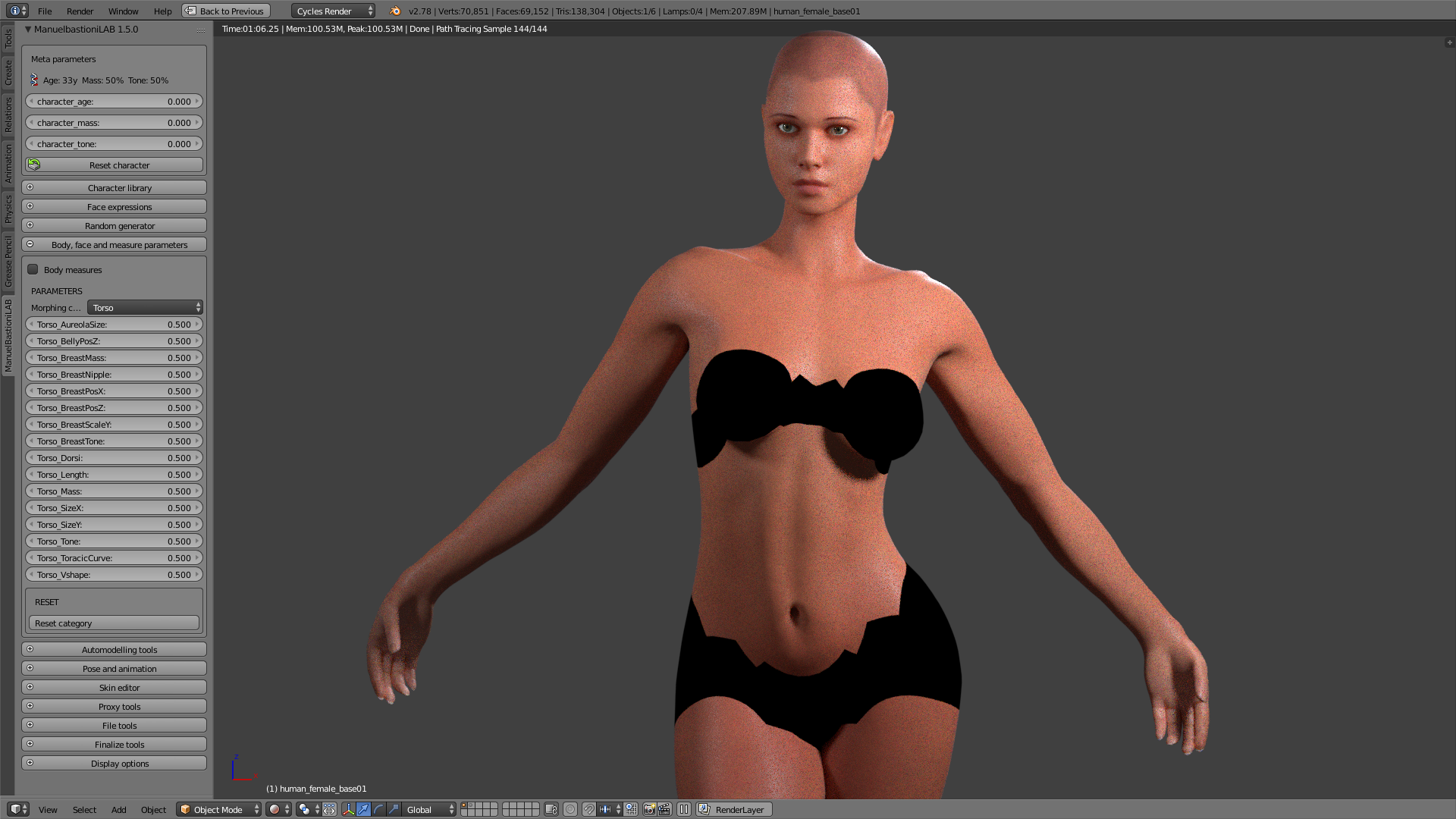
Manuel Bastioni Labの画面

Poser (SmithMicro、1995年-)
人体や動物の静止画・動画を作成することに特化したソフトウェア。人物・動物のモデルが標準で付属しており、パラメトリックモデリングが可能。多数の素材を無料ないし有料で提供しているコミュニティーが存在している。ゲームエンジン向けにキャラクターのエクスポートが可能なPoser Pro Game Devも発売されている。
造型王 (ボルテックス (販売元はメディアギャロップ)、1999年-2001年)
パーツの組み合わせで人形を作成する国産ソフトウェア。作成したキャラクターは自由に個人使用可能であった。モデルのエクスポートには未対応。
MakeHuman (The MakeHuman team、2000年-)
パラメータから人間をモデリングするオープンソースソフトウェア。リグ付きでエクスポート可能。出力したモデルはCC0のため自由に使うことができる。
DAZ Studio (DAZ 3D、2005年-)Poserの類似ソフト。Poserのファイル形式を読み込むことができる。無料。有料プラグインが豊富に存在する。インディーゲーム開発者向けに、DAZ3Dのキャラクターの使用を許可するIndie Game Developer Licenseが発売されている。
Evolver/Project Pinocchio/Autodesk Character Generator (Autodesk←Darwin Dimensions)
部分毎にプリセットキャラクターを選択して合成し、新たなキャラクターを生成するWebサービス。基本無料だが、中品質・高品質なモデルのダウンロードは有料となっている。生成されるモデルは、Autodesk HumanIKミドルウェアと互換性がある。最新版は2014年6月リリースの2015.2。
コミPo! (CRI・ミドルウェア←ウェブテクノロジ、2010年-)
キャラクタージェネレータを備えた3D漫画作成ソフトウェア。モデルのエクスポートには未対応。
Adobe Fuse CC (アドビ←Mixamo、2014年-)
モジュールベースのキャラクター作成ソフトウェア。Adobe Photoshopとの連携に対応している。開発停止中。
以前は有料版のFuseと、無料版のFuse Basicが存在したが、現在は旧版のFuseが無料頒布されている。
Character Creator (Reallusion、2015年-)
キャラクター作成ソフトウェア。iClone Proのライセンスに付属している。
Manuel Bastioni Lab/MB-Lab (Project Widowら←Manuel Bastioni、2016年-)
MakeHumanの元開発者が開発していたBlender用キャラクタージェネレータアドオン。オープンソース。
VRoid Studio (Pixiv、2018年-)
MetaHuman Creator (Epic Games、2021年-)

## キャラクタージェネレーターを備える主なゲーム

### 一般ゲーム・MMORPG
ラクガキ王国シリーズ (タイトー、2002年-)
スケッチベースのキャラクタージェネレータを備えるモンスター対戦ゲーム。
エキサイティングプロレスシリーズ/WWEシリーズ (ユークス、2000年-)
キャラクタークリエーターを備える3Dプロレスゲーム。顔写真の取り込みにも対応している。
ファンタシースターオンライン (PSO) シリーズ/ファンタシースターユニバース (PSU) シリーズ (セガ、2000年-)
キャラクタークリエーターを備えるMMORPGゲーム。詳細は「ファンタシースターオンラインのキャラクタークリエイション」、「ファンタシースターユニバース#キャラクタークリエイト」、「ファンタシースターオンライン2#キャラクタークリエイト」を参照。
シムピープル/The Simsシリーズ (Maxis、2000年-)
キャラクター作成のためのCreate A Sim (CAS) 機能がある。The Sims 4にはキャラクター作成のみの無料版「Create A Sim Demo」もある。
真・三國無双3/真・三國無双 Empiresシリーズ/戦国無双シリーズ (コーエー、2003年-)
3Dアクションゲーム。キャラクタークリエーターを備えており、「エディット武将」を作ることが可能。
ソウルキャリバー III以降 (ナムコ、2005年-)
キャラクタークリエーターを備える格闘ゲーム。パーツのめり込みを使ったキャラクター作成が特徴。
Spore/Darkspore (Maxis、2008年-2011年)
Sporeはクリーチャークリエーターを備える生物進化シミュレーションゲームであり、Darksporeはクリエーターを備えたアクションRPGであった。
Sporeの前に、クリーチャークリエーターのみの単体版であるSpore Creature Creatorが発売された。
ファイナルファンタジーXIV (スクウェア・エニックス、2010年-)
キャラクタークリエーターを備えるMMORPG。無料でキャラクター作成が可能な『ファイナルファンタジーXIV: 新生エオルゼア ベンチマーク キャラクター編』もある。
モンスターハンター：ワールド (カプコン、2018年)
プレイヤーキャラクター及び相棒となる猫のキャラクタークリエーターを備える3D狩りゲーム。
その他、『World of Warcraft』(ブリザード、2004年-)、『ドラゴンクエストX』(スクウェア・エニックス、2012年-)、『ドラゴンズドグマ オンライン』(カプコン、2015年-)、『黒い砂漠』(Pearl Abyss、2015年-) など多くのMMORPGはキャラクターカスタム機能を搭載している。

### ゲーミングプラットフォーム
似顔絵チャンネル/Miiスタジオ (任天堂、2006年-)
任天堂プラットフォームの各種ゲームで使えるアバターMiiを作成するためのソフト。前者はWiiに、後者はニンテンドー3DSとWii Uに含まれている。Nintendo Switchにも設定にMiiの作成が存在する。
MiiはゲームだけでなくSNSサービスのMiiverse（2012年-2017年）でも使われていた。
Xbox Avatar Editor (マイクロソフト、2008年-)
マイクロソフトプラットフォームの各種ゲームで使えるXboxアバターを作成するためのツール。Xboxだけでなく、Windowsで使用することも可能。

### メタバース/仮想世界
キャラクターのカスタマイズが可能なメタバースなど。
Second Life (リンデン・ラボ、2003年-)
大規模なメタバースであり、ボディーパーツの細かな編集が可能。日本では2007年に電通が「バーチャル東京」を開設し注目された。
ai sp@ce (ドワンゴ、2008年-2011年)
ニコニコ動画のアカウントと連携した国産メタバース。
meet-me (ココア、2008年-2018年)
国産メタバース。
PlayStation Home (ソニー、2008年-2015年)
PlayStation Networkで提供されていたPlayStation 3向けメタバースであり、ボディーパーツの細かな編集が可能であった。
Synthe (ホビーストック、2009年-2010年)
メタバースの一つであり、アバターツールを備えていた。
パーティーキャッスル (スクウェア・エニックス、2009年-2010年)
仮想世界の一つであり、キャラクターエディタを備えていた。

### 美少女ゲーム
カスタム性を重視した18禁美少女ゲームなど。
カスタム隷奴シリーズ (Kiss、1999年-2011年)
2Dのキャラクターエディットが可能なアダルトゲーム。
人工少女シリーズ/ジンコウガクエンシリーズ (ILLUSION (アイワン)、2004年-2014年)
キャラカスタム機能を搭載するアダルトゲーム。
3Dカスタム少女 (テックアーツ、2008年-2011年)
放課後かすたむ☆たいむ/らぶギア/ネトワクネトラル カレマチカノジョ/らぶデスFINAL! (TEATIME (アイワン)、2011年-2013年)
これらTEATIME製アダルトゲームには『たむたむす〜る』というキャラクタージェネレータが付属されていた。「たむたむす〜る」は後にピストンアニメーションにも対応した。無料の体験版や、全年齢版「たむたむす〜るぴゅあ」もあった。
カスタムメイド3D/カスタムメイド3D2/カスタムオーダーメイド3D2 (Kiss、2011年-)
キャラカスタム機能を搭載するアダルトゲーム。『カスタムオーダーメイド3D2』より「スタジオモード」が追加され、自由なシーンの作成が可能となった。
ハーレムめいと (ILLUSION (アイワン)、2014年)
キャラカスタム機能を搭載するアダルトゲーム。『追加データ&ハーレムスタジオ』の「ハーレムスタジオ」機能により自由なシーンの作成が可能。
プレイクラブ/Sexyビーチ プレミアムリゾート/プレイホーム/ハニーセレクトシリーズ (ILLUSION (アイワン)、2015年-)
リアル系のキャラカスタム機能を搭載するアダルトゲーム。Sexyビーチ プレミアムリゾートでは「Sexyビーチ スタジオ」機能で、プレイホームでは『プレイホーム 追加データ+スタジオ』で、ハニーセレクトでは『追加データ ＆ スタジオ』で自由なシーンの作成が可能。
コイカツ！ (ILLUSION (アイワン)、2018年-)
キャラカスタム機能を搭載するアダルトゲーム。『CHARA STUDIO』で自由なシーンの作成が可能。

## キャラクタージェネレーターを備える主なバーチャル配信ソフトウェア
Hitogata
バーチャル配信向けソフトウェア。
Mirrativ (Mirrativ)
バーチャル配信機能を備えたライブ配信アプリ
Vカツ (IVR (アイワン)、2018年-)
「コイカツ!」を元にしたバーチャル配信向けソフトウェア。
カスタムキャスト (Kiss、2018年-)
「カスタムメイド」シリーズを元にしたバーチャル配信向けアプリ。

## その他
キャラクターなんとか機 (緋龍華麒麟、2007年-)
アニメ風の2Dキャラクタージェネレータ。本家はWindows向けだが、派生としてJava版やWeb版も存在する。
ちゃんりおメーカー/ちゃんりおフレンズ (サンリオ、2015年-)
ちゃんりおメーカーはサンリオ風アバターが作れるキャラクタージェネレーターであり、サンリオピューロランド内のアトラクション「ちゃんりおバーチャルパレード」と連動することができた。
その後、アプリ版のちゃんりおフレンズが登場した。
JOJO顔メーカー
『ジョジョの奇妙な冒険』風の顔イラストを生成するWebサービス。
My Avatar Editor
『Mii』風のキャラクター画像を生成するWebサービス。
植田まさし風似顔絵ジェネレータ
植田まさし風のキャラクター画像を生成するWebサービス。
Picrew (TetraChroma、2018年-)
画像メーカーの作成・利用ができるWebサービスであり、多数のキャラクタージェネレータが投稿されている。